# Яскульский, Станислав
Станислав Яскульский (28 сентября 1896, Львов, Австро-Венгрия — 4 августа 1981, Краков, ПНР) — польский геолог, минералог, петрограф, педагог, профессор, доктор философии.
В честь Ст. Яскульского назван редкий минерал, который относится к классу «сульфиды и сульфосоли» — Яскульскиит.

## Биография
Окончил философский факультет Ягеллонского университета, ученик В. Шайноха, Ф. Крейца.
Доктор философии (с 1924), хабилитированный доктор (с 1929).
Ассистент кафедры прикладной геологии Горно-металлургической академии в 1919—1924 годах, старший ассистент в 1924—1930, доцент (1930—1948), титулярный профессор (1936), экстраординарный профессор (1949—1964), полный профессор (1964—1966). Заместитель декана факультета геологии и георазведки Горно-металлургической академии (1951—1952). В 1966 году вышел на пенсию.
Руководитель главной библиотеки Горно-металлургической академии в 1947—1949 , председатель библиотечной комиссии в 1946—1954 годах. Член Польского геологического общества.
Автор ряда научных публикаций. Подготовил к защите 12 кандидатских диссертаций.

## Награды
- Кавалерский (рыцарский) крест Ордена Возрождения Польши.